# Angraecum scottianum
Espèce
Angraecum scottianum est une espèce végétale de la famille des Orchidaceae.